# President Gas
President Gas, punkband ursprungligen från Norrtälje. Verkade mellan 1983 och 1991.

## Diskografi

### Album
- Wargames / 12:a (TCP Records)
- Freak Out / mp (Äsping Records 1988)
- 15 hours / lp (Äsping Records 1990)

### Singlar
- Take Control (Platina1984)
- The man from underground (TCP Records1986)
- Mamma Mia / cover (Äsping Records inspelad 1988, tillbakadragen)
- Video killed the radio star (Äsping Records, 1988)
- Sometimes / splitpromo med Soul Patrol (Äsping Records, 1990)

### Samlingar
- The Apromus Compilation vol 1 : Take me (Apromus 1988)
- Sinderella :crazy thing

## Medlemmar
- Peter Engman (f.d. Zendrag, Nazty Nation, Generalerna), (numera skådespelare, Dramaten)
- Owe Rosander 1983-89 f.d. Tonmord,Studio Sex, (återfinns numera i bl.a. orkestern SKAVANKAS)
- Peter Mattsson 1985-1991 (f.d. Zendrag, Nazty Nation, Reptiles on Parade)
- Anders "Fimpen" Hammarström (f.d. Pizzoar)
- Tony Andersson (f.d. WC, Kontaktlim, senare medlem i Gastones)
- Perry Ingman 1989-1991 (f.d. WC, Pussy Galore, senare medlem i Gastones, Solid Grin)

### Tidigare medlemmar
- Peter Andersson (1983-1985)
- Christer Rindensbacher (1983-1986)